# Aster (herb szlachecki)
Aster – polski herb szlachecki, z nobilitacji.

## Opis herbu
W polu błękitnym u czoła półksiężyc złoty w prawo między dwoma takimiż gwiazdami, pod nimi akwedukt o trzech łukach srebrny, w skos. Klejnot: Półksiężyc złoty, nad nim takaż gwiazda, całość na trzech piórach strusich. Labry: Błękitne, podbite srebrem.

## Najwcześniejsze wzmianki
Nadany Christianowi Augustowi Asterowi, kapitanowi artylerii koronnej na sejmie w roku 1768.

## Herbowni
Aster.